# Vera Songwe

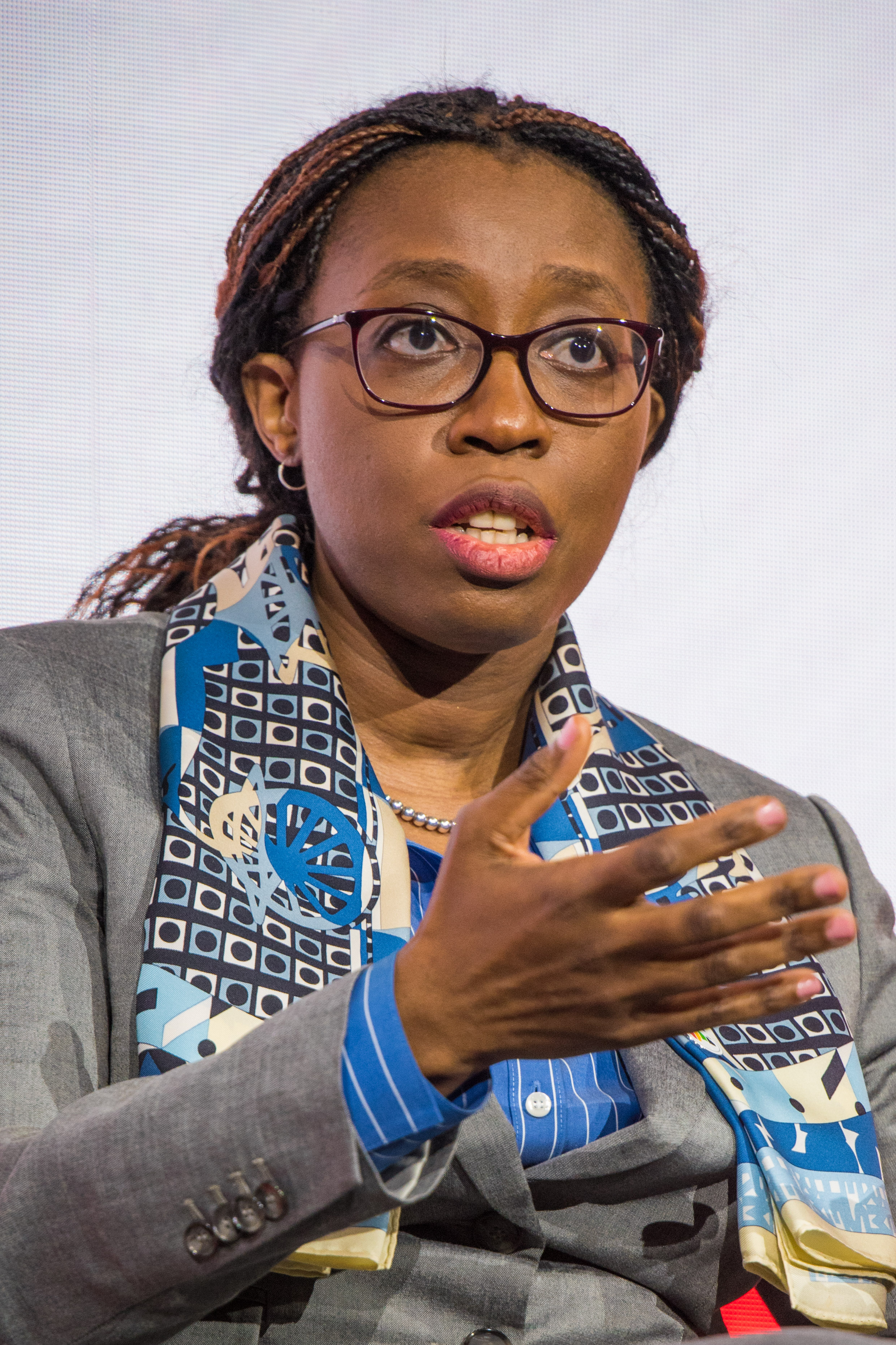
Songwe (2020)

Vera Songwe là nữ chuyên gia kinh tế và ngân hàng người Cameroon, làm việc cho Ngân hàng Thế giới từ năm 1998. Đến năm 2015, cô trở thành giám đốc khu vực Tây và Trung Phi cho Tập đoàn Tài chính Quốc tế. Năm 2017, Songwe được Tổng thư ký Liên Hợp Quốc António Guterres bổ nhiệm làm Thư ký điều hành của Ủy ban Kinh tế Liên Hợp Quốc ở Châu Phi. Cô là người phụ nữ đầu tiên trong lịch sử nắm giữ chức vụ này. 
Năm 2013, Forbes đưa cô vào danh sách một trong "20 người phụ nữ trẻ quyền lực của châu Phi" và một năm sau đó Viện nghiên cứu về Chính trị và Địa kinh tế quốc tế Choiseul chọn cô là một trong những "nhà lãnh đạo châu Phi tương lai".

## Học vấn
Songwe lớn lên ở Bamenda, phía tây bắc Cameroon. Cô theo học tại trường Our Ladies of Lourders College, một trường Công giáo tư nhân. Sau khi nhận được bằng Cử nhân kinh tế và bằng Cử nhân Khoa học chính trị tại Đại học Michigan, cô lấy bằng tiến sĩ Toán kinh tế tại Đại học Catholique de Louvain, Bỉ. Sau đó, cô di cư sang Hoa Kỳ, làm việc tại Đại học Michigan trong ba năm.

## Sự nghiệp
Cô làm việc cho Ngân hàng Dự trữ Liên bang Minneapolis và đồng thời thỉnh giảng tại Đại học Nam California. Năm 1998, cô gia nhập Ngân hàng Thế giới, Bộ phận Quản lý Kinh tế và Giảm nghèo (PREM), khu vực Maroc và Tunisia. Trong những năm tiếp theo ở PREM, cô chịu trách nhiệm cho khu vực Đông Á và Thái Bình Dương.
Từ năm 2011 đến 2015, cô là giám đốc điều hành cho Ngân hàng Thế giới ở Cape Verde, Gambia, Guinea-Bissau và Mauritania. Tháng 7 năm 2015, cô được bổ nhiệm làm Giám đốc khu vực của Tập đoàn Tài chính Quốc tế cho Tây và Trung Phi.
Trong năm 2011, Songwe đã tham gia vào dự án Châu Phi 2.0, một sáng kiến tập hợp những người trẻ châu Phi giúp phát triển kinh tế của châu lục này. Cô là một học giả tại Viện Brookings, tại Sáng kiến Tăng trưởng Châu Phi. Năm 2013, Forbes đưa cô vào danh sách "20 người phụ nữ trẻ quyền lực của châu Phi" và một năm sau đó Viện nghiên cứu về Chính trị và Địa kinh tế quốc tế Choiseul chọn cô là một trong những "nhà lãnh đạo châu Phi tương lai". Năm 2014, African Business Review đã ví cô như là một trong "Top 10 Nữ doanh nhân châu Phi". Năm 2015, cô cộng tác với Chương trình Doanh nhân Tony Elumelu mới thành lập, cam kết cấp vốn 100 triệu USD cho các công ty khởi nghiệp ở châu Phi.
Tháng 8 năm 2017, Songwe trở thành người phụ nữ đầu tiên làm Thư ký điều hành của Ủy ban Kinh tế Liên Hợp Quốc cho Châu Phi.